# Monache certosine

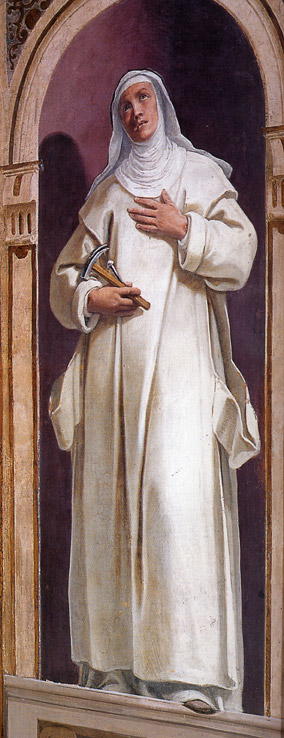
La beata Beatrice d'Ornacieux in un dipinto di Daniele Crespi

Le monache certosine sono religiose di voti solenni.

## Storia
Le origini del ramo femminile dell'Ordine certosino sono piuttosto oscure: il primo monastero femminile (quello di Prébayon, in Provenza), originariamente soggetto alla regola di san Cesario d'Arles, si affiliò all'ordine tra il 1140 e il 1150 (sotto il priorato di Giovanni a Montrieux).
Le monache osservarono sempre la stessa regola dei religiosi maschi; solo dopo il concilio Vaticano II vennero elaborati statuti autonomi, approvati e promulgati dal capitolo generale del 1973. Le monache dipendono dal ministro generale dei monaci; ogni monastero è autonomo ed è retto da una priora coadiuvata, nell'esercizio delle sue funzioni, da alcune ufficiali (la vicepriora, la procuratrice, la maestra delle novizie...).

## Dati statistici
Alla fine del 2005 i monasteri femminili certosini erano 4 e le religiose (tra professe e novizie) erano 49.